# Островляны (Брестская область)
Островля́ны (бел. Астраўляны, полес. Островляны) — деревня в Кобринском районе Брестской области Белоруссии. Входит в состав Хидринского сельсовета.
По данным на 1 января 2016 года население составило 373 человека в 132 домохозяйствах.

## География
Деревня расположена в 4 км к юго-западу от города и станции Кобрин и в 46 км к востоку от Бреста.
На 2012 год площадь населённого пункта составила 0,73 км² (73 га).

## История
Населённый пункт известен с 1890 года. В разное время население составляло:
- 1897 год: 22 двора, 133 человека;
- 1905 год: 159 человек;
- 1921 год: 2 двора, 19 человек;
- 1940 год: 25 дворов, 131 человек;
- 1999 год: 60 хозяйств, 163 человека;
- 2005 год: 81 хозяйство, 227 человек;
- 2009 год: 274 человека;
- 2016 год[2]: 132 хозяйства, 373 человека;
- 2019 год[1]: 331 человек.